# Syneches latus
Syneches latus är en tvåvingeart som beskrevs av Yang och Patrick Grootaert 2004. Syneches latus ingår i släktet Syneches och familjen puckeldansflugor. Inga underarter finns listade i Catalogue of Life.